# Mischventil

Schaltzeichen 3-Wege-Ventil, auch Mischventil oder Verteilventil genannt

Das Mischventil beeinflusst das Verhältnis von zwei Volumenströmen. Es ist eine Variante eines Stellventiles mit zwei Eingängen und mindestens einem Ausgang. Der im Mischer eingebaute Drehschieber wird auch Küken genannt.
Die Stellung des Mischer-Kükens kann manuell oder auch über einen elektrischen Antrieb (Mischermotor) erfolgen.

In Warmwasserheizungen dient das Mischventil dazu, die Vorlauftemperatur konstant zu halten oder die Rücklauftemperatur zu erhöhen (Rücklaufanhebung). 

## Heizungsmischventil
In Heizkreisläufen werden meist Dreiwege- oder Vierwegemischer eingesetzt.

### Dreiwegemischer
Der Dreiwegemischer hat wie ein Umschaltventil drei Anschlüsse und wird üblicherweise so geschaltet:
- Anschluss A: von der Wärmequelle (Regeltor)
- Anschluss B: Stichleitung vom Heizkreis-Rücklauf (Bypasstor)
- Anschluss C: zur Pumpe des Heizkreises (Vorlauf) (Summentor)

Der Mischer hat zwei extreme Stellungen:
- „auf“ – der Heizkreis wird vollständig von der Wärmequelle (A) gespeist, die Stichleitung zum Rücklauf (B) ist geschlossen
- „zu“ – der Heizkreis (C) läuft in einem geschlossenen Kreis über die Stichleitung (B) (auch Kurzschluss- oder Bypass-Leitung genannt), die Anschlussleitung zur Wärmequelle ist geschlossen

Durch Zwischenstellungen kann der Mischer mehr oder weniger Volumenstrom von der Wärmequelle in den Heizkreis lenken und durch die Temperaturmischung die Heizungsvorlauftemperatur nach der Heizkurve entsprechend der Außentemperatur steuern.
Je nach erforderlicher Vorlauftemperatur schaltet die Heizungsregelung den Stellmotor für einige Sekunden entweder in die „auf“- oder „zu“-Richtung. Die zwischenliegenden Pausenzeiten liegen im Minutenbereich und können von der Differenz zwischen der Soll- und der Isttemperatur abhängig gemacht werden, um ein Überschwingen der Temperaturregelung zu vermeiden.

### Vierwegmischer

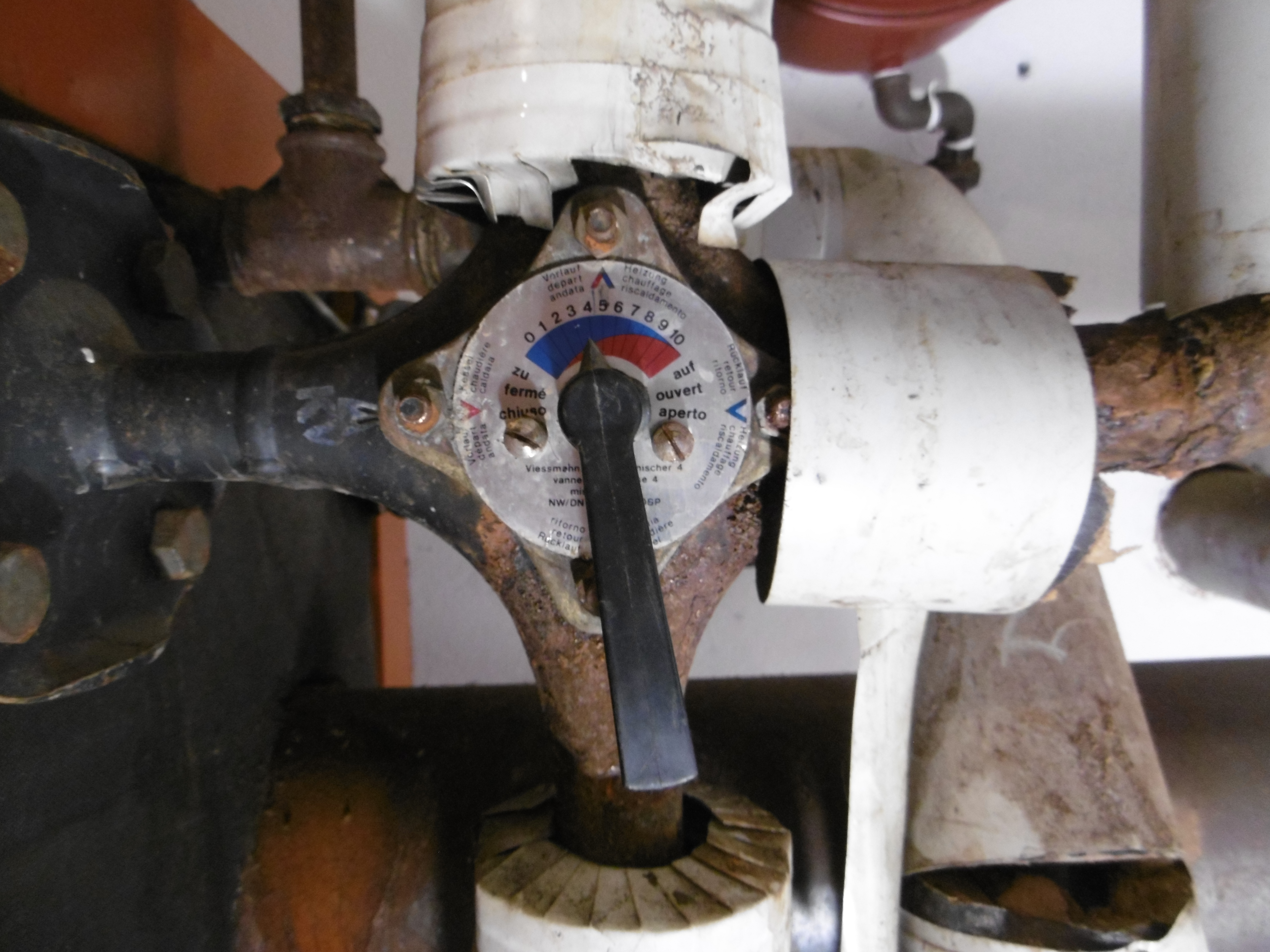
Vierwegmischer

Der Vierwegemischer wird mit Vor- und Rücklauf sowohl des Kesselkreises als auch des Heizkreises verbunden. Er mischt nun sowohl bedarfsgerecht dem Heizkreis kühleres Rücklaufwasser, als auch dem Kesselrücklauf wärmeres Vorlaufwasser bei (Rücklaufanhebung). Durch den Einsatz moderner Niedertemperaturkessel und heute noch verstärkt durch die Verbreitung von Brennwertgeräten verliert diese Bauform zunehmend an Bedeutung. Zum Einsatz kommt er beispielsweise noch bei der nachträglichen Einbindung eines Kamineinsatzes mit Wassertasche in ein Heizkreisnetz.

### Weitere Mehrwegmischer
Darüber hinaus haben sich in den letzten Jahren noch weitere Bauformen von Mehrwegemischern entwickelt. Sie können beispielsweise einem Pufferspeicher gemäß seiner Temperaturschichtung Wasser auf der Höhe des gewünschten Temperaturniveaus entnehmen, so die Durchmischung im Puffer geringer, und das Temperaturniveau im oberen Bereich höher halten und somit den Wirkungsgrad der Anlage heben.
Ein weiterer Einsatzbereich solcher Mischer ist das Ausnutzen eines hohen Temperaturniveaus in einem Radiator-Heizkreisrücklauf zur Versorgung eines Fußbodenheizkreises. Dort wird nur dann der Kesselvorlauf dem Fußbodenheizungs-Vorlauf beigemischt, wenn die Temperatur des Radiator-Rücklaufs nicht mehr ausreicht. Auch hier ist die Intention, den Rücklauf des Gesamtsystems möglichst gering zu halten, um den Wirkungsgrad einer Brennwert- oder bivalenten Solarthermieanlage zu steigern.